# Observatoire de Cattenom
L'observatoire de Cattenom est un observatoire intégré au dispositif de la ligne Maginot. Il est de type « isolé » et autonome, par opposition aux blocs observatoires intégrés aux ouvrages même, totalement dépendants de ces derniers sur le plan logistique, et uniquement accessibles via leurs galeries souterraines.

## Description
Ouvrage monolithique indépendant et autonome, cet observatoire est équipé d'une cloche GFM (guetteur fusil mitrailleur) et d'une cloche observatoire à vision périscopique. Il renseignait, tout comme les observatoires O 12 (bloc 3 de l'ouvrage de Soetrich), O 16 (bloc 7 de l'ouvrage du Kobenbusch), O 19 (bloc 5 de l'ouvrage du Galgenberg) et O24 (bloc 1 de l'ouvrage de Métrich), le central de tir du Galgenberg.

## État actuel
Propriété de la centrale électrique de Cattenom, l'ouvrage, en bon état, est fermé et inaccessible au public. Un dispositif de contrôle relatif au barrage et permettant de mesurer les mouvements de terrain, a été installé sur sa toiture à proximité de la cloche GFM.